# Alex Bellos
Alexander Bellos (Oxford, 1969) é um escritor, locutor e comunicador matemático britânico. É autor de livros sobre o Brasil e matemática recreativa, além de ter uma coluna no jornal The Guardian.

## Educação e início da vida
Alex Bellos nasceu em Oxford e cresceu em Edimburgo e Southampton . Foi educado na Hampton Park Comprehensive School e na Richard Taunton Sixth Form College em Southampton. Passou a estudar matemática e filosofia no Corpus Christi College, Oxford, onde foi o editor do jornal estudantil Cherwell.

## Carreira
O primeiro emprego de Bellos foi trabalhar para o The Argus, em Brighton, antes de se mudar para o The Guardian em Londres. De 1998 a 2003 foi correspondente do The Guardian na América do Sul, e escreveu "Futebol: the Brazilian Way of Life". O livro foi bem recebido no Reino Unido, onde foi nomeado para livro de esportes do ano no British Book Awards. Nos Estados Unidos, foi incluído como um dos editores da Publishers Weekly.livros do ano. Escreveram: “Atraente...Alternativamente engraçado e sombrio...Bellos oferece um elenco de personagens tão coloridos quanto um desfile de carnaval”. Em 2006, escreveu, como ghostwriter, "Pelé: The Autobiography", sobre o jogador de futebol Pelé, que foi um best-seller número um no Reino Unido.
Voltando a morar no Reino Unido, Bellos decidiu escrever sobre matemática. O livro "Alex's Adventures in Numberland" foi publicado em 2010 e passou quatro meses na lista dos dez mais vendidos do The Sunday Times. O Daily Telegraph descreveu o livro como uma "maravilha matemática que o deixará viciado em números". O livro foi selecionado para três prêmios no Reino Unido, incluindo o BBC Samuel Johnson Prize for Non-Fiction 2010. O Guardian relatou que o livro de Bellos foi derrotado por pouco e ficou em segundo lugar. Presidente dos juízes Evan Davisquebrou o protocolo para discutir suas deliberações: "[Bellos] era um livro que todos achavam que seria bom se ganhasse, porque seria bom para as pessoas lerem um livro de matemática. Alguns de nós gostaríamos de tê-lo lido quando tínhamos 14 anos anos de idade. Se tivéssemos considerado que este é um livro que todos deveriam ler, então poderia ter sido assim.
Várias traduções do livro foram publicadas. A versão italiana, "Il meraviglioso mondo dei numeri", ganhou o Prêmio Galileo de € 10.000 para livros de ciências e o Prêmio Peano de 2011 para livros de matemática. Nos Estados Unidos, o livro recebeu o título de "Here's Looking at Euclid".
"Alex Through The Looking-Glass: How Life Reflects Numbers and Numbers Reflect Life" foi publicado em 2014 e recebeu críticas positivas. O The Daily Telegraph escreveu: "De qualquer forma, Looking Glass é um trabalho melhor do que Numberland - parece mais imediato, mais relevante e mais divertido." Seu título nos Estados Unidos era The Grapes of Math , sobre o qual o The New York Times disse que Bellos era: “um guia encantador e eloqüente para os mistérios da matemática... Há um fato interessante ou obsessivo matemático em quase todas as páginas. E por seus floreios espirituosos, nunca é superficial. Bellos não hesita em mergulhar em equações, o que deve encantar os aficionados que apreciam esses tipos de detalhes.”
Bellos apresentou a série de TV da BBC Inside Out Brazil (2003), e também é autor do documentário Et Dieu créa…le foot , sobre o futebol na floresta amazônica , que foi exibido no National Geographic Channel. Seus curtas-metragens sobre a Amazônia já apareceram na BBC, More4 e Al Jazeera. Também aparece frequentemente na BBC falando sobre matemática. Seu documentário para a Radio 4, "Nirvana by Numbers", foi selecionado para o melhor programa de rádio em 2014 Association of British Science Writers Awards.

## Publicações

### Futebol
- 2002 - Futebol: The Brazilian Way of Life[23][Falta ISBN]
- 2006 - Pelé, The Autobiography (como ghostwriter)
- 2016 - Football School Season 1 co-autoria com Ben Lyttleton e illustrações de Spike Gerrell
- 2017 - Football School Season 2 co-autoria com Ben Lyttleton e illustrações de Spike Gerrell

### Matemática Recreativa
- 2010 - Alex's Adventures in Numberland/Here's Looking at Euclid ISBN 1526623994[24]
- 2014 - Alex Through the Looking-Glass: How Life Reflects Numbers and Numbers Reflect Life ISBN 1408817772
- 2015 - Snowflake Seashell Star: Colouring Adventures in Numberland  with Edmund Harris ISBN 1782117881
- 2016 - Can You Solve My Problems?: Ingenious, Perplexing, and Totally Satisfying Math and Logic Puzzles ISBN 1783351144
- 2016 - Visions of Numberland/Patterns of the Universe with Edmund Harriss ISBN 9781408888988
- 2017 - Puzzle Ninja: Pit Your Wits Against the Japanese Puzzle Masters ISBN 145217105X
- 2019 - So You Think You've Got Problems?: Puzzles to flex, stretch and sharpen your mind ISBN 178335190X
- 2020 - The Language Lover’s Puzzle Book: Lexical perplexities and cracking conundrums from across the globe ISBN 1783352183

## Prêmios e homenagens
- 2003 - Selecionado para o National Sporting Club British Sports Book Awards "Futebol: The Brazilian Way of Life".
- 2004 - Selecionado para o British Book Awards , Sports Book of the Year para "Futebol: The Brazilian Way of Life".
- 2010 - Selecionado para o Prêmio Samuel Johnson da BBC de Não-Ficção por "Alex's Adventures in Numberland"
- 2010 - Selecionado para o British Book Awards , Livro de Não Ficção do Ano por "Alex's Adventures in Numberland"
- 2010 - Amazon.com , Melhores Livros de 2010: Science for "Here's Looking at Euclid"
- 2011 - Selecionado para os Prêmios da Royal Society para Livros de Ciências por "Alex's Adventures in Numberland"[25]
- 2012 - Vencedor do Prêmio Peano,[17] por "Il meraviglioso mondo dei numeri"
- 2012 - Vencedor do "Premio Letterario Galileo,[26] por "Il meraviglioso mondo dei numeri"
- 2017 - indicado para o Blue Peter Book Award de Melhor Livro com Fatos por "Football School: Where Football Explains the World"[27]
- 2019 - indicado para o livro do ano da revista Chalkdust por "So You Think You've Got Problems?"[28]

## Vida Pessoal
Bellos mora em Londres, é casado e tem filhos. Seu pai, David Bellos, é tradutor e acadêmico e sua mãe é húngara.